# Choeropsis
Choeropsis é um gênero de hipopótamos-pigmeus.
Há duas espécies conhecidas, uma delas foi extinta:
- Hipopótamo-pigmeu — Choeropsis liberiensis
- Hipopótamo-de-madagáscar — Choeropsis madagascariensis †

Alguns pesquisadores consideram os hipopótamos-pigmeus membros do gênero Hexaprotodon.
O nome "choeropsis" é derivado da palavra grega Khoiros, que significa "porco" e Opsis, que quer dizer "pertencente a". Os hipopótamos-pigmeus, contudo, não são porcos, e o sufixo "-opsis" pode também ser traduzido como "como (semelhante)", assim o é em Phalaenopsis (como-mariposa).